# Migori (distrikt)

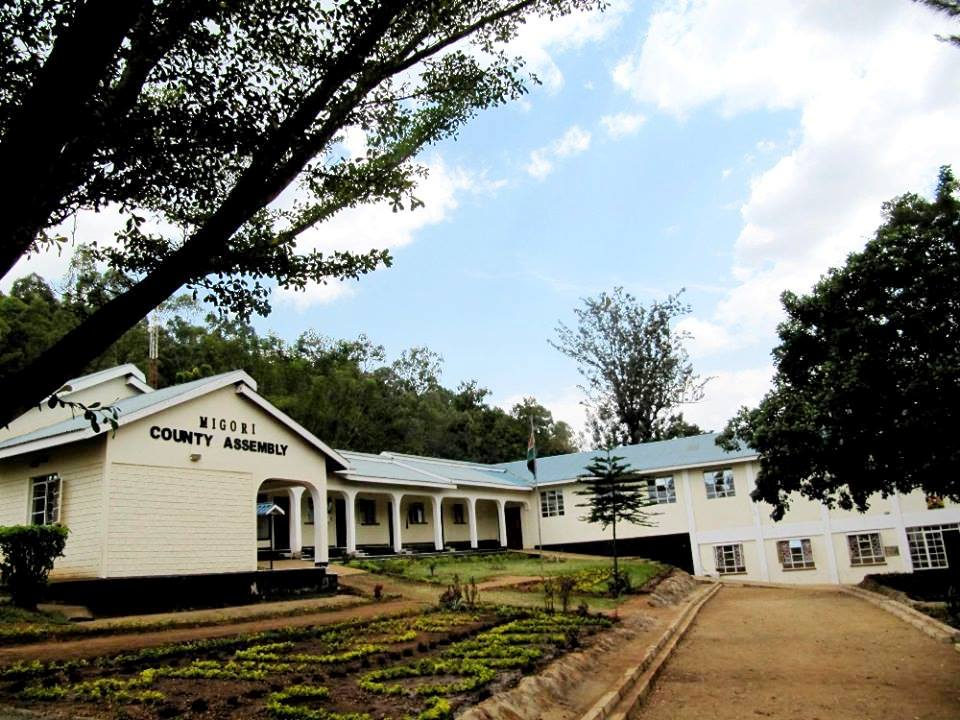

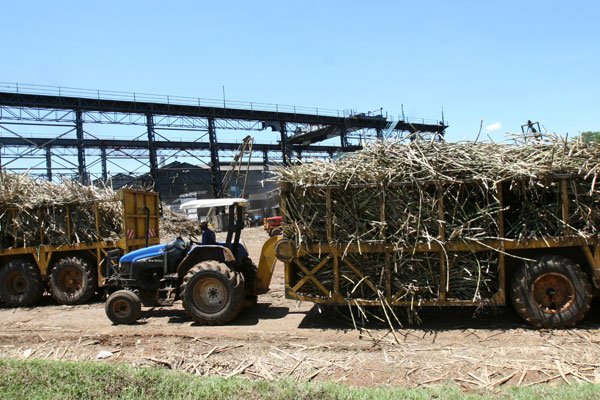

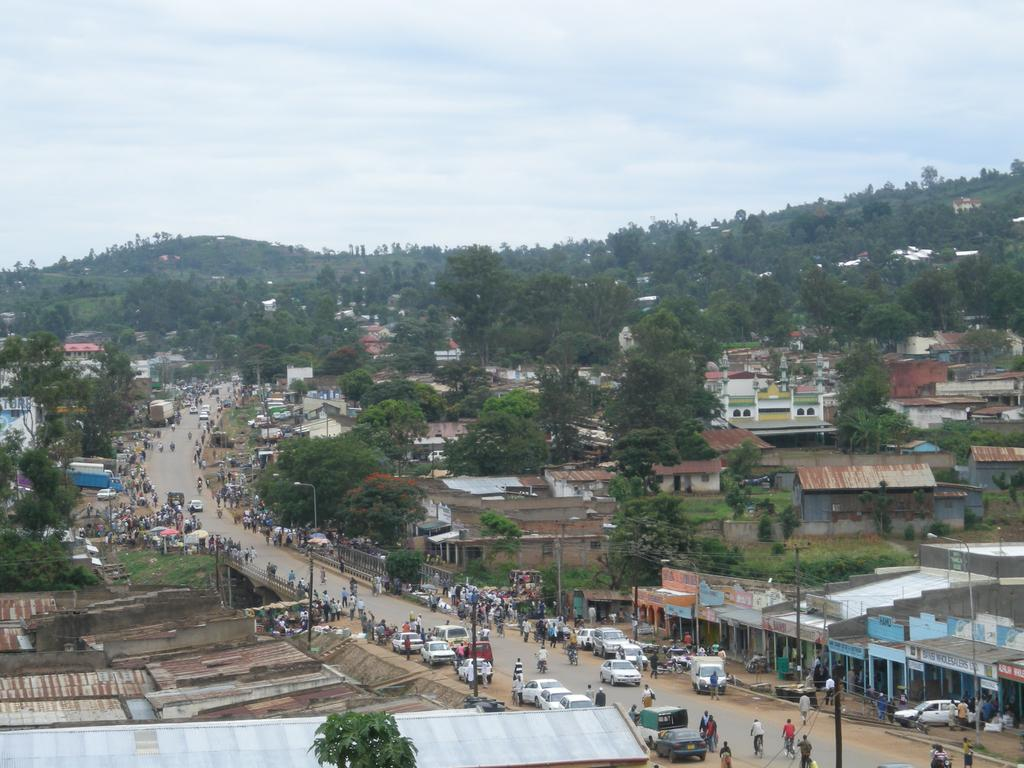

Migori är ett av Kenyas 71 administrativa distrikt, och ligger i provinsen Nyanza. År 1999 hade distriktet 514 897 invånare. Huvudorten är Migori. 

## Folkgrupper
Befolkningen i Migori är blandad. De största grupperna är Suba-Luos, Luos, Kuria, Abagusii, Luhya, somalier. Dessutom bor ett mindre antal indier, araber och nubier i distriktet.

## Jordbruk
I Migori odlas en mångfald av grödor, alltifrån frukt, grönsaker och rotsaker till tobak.

## Turism
Under 2010-talet har ett flertal nya hotell byggts i distriktet. Det totala antalet är nu (enligt en artikel i The Star, 2015) 50 stycken. Detta har lett till en hårdare konkurrens om det relativt fåtaliga turisterna och att hotellen över lag har överkapacitet.